# 하비 전투
하비 전투(下邳 戰鬪)는 198년 서주의 하비를 목표로 조조와 여포가 싸운 전투로, 조조는 이 전투에서 승리하여 서주를 되찾고 여포는 처형된다.

## 삼국지 연의에서의 묘사

### 배경
당시 유비는 조조에게 속(屬)하여 예주 자사로서 예주와 소패에서 여포를 물리치기 위한 군사를 기르고 있었다. 조조는 유비에게 여포를 치라는 명령을 내리고 유비는 이에 응하여 조조에게 답신을 보낸다.
그러나 조조에게 보내는 유비의 답신은 여포의 모사 진궁에 의해 발각되고 분노한 여포는 군사를 일으킨다.

### 소패성 전투
여포는 먼저 태산의 도적 떼를 끌어들여 산동과 연주의 여러 군을 빼앗고, 여포는 부하 송헌과 위속을 시켜 여남과 영천을 치고 장료와 고순을 시켜 유비가 있는 소패성을 포위한다. 이에 관우는 오랜 친구이자 의기남아 장료를 설득해 군사를 물리게 한다.
조조는 부장 하후돈, 하후연, 여건, 이전에게 군사 오만을 주어. 소패성의 유비를 지원한다. 하후돈은 여포의 부하 고순과 싸우다가 여포의 부하 조성이 쏜 화살에 눈을 맞아 애꾸눈이 된다. 그러나 하후돈은 용맹을 발휘해 화살을 뽑아 화살에 박힌 눈알을 씹어 먹고 조성을 베어버려 군사들의 사기를 드높였지만, 하후돈의 용맹에도 불구하고 승기는 여포의 세력에게로 기울어 하후돈의 군세는 패하고 소패성은 함락된다.

### 소패, 소관, 서주 함락
조인이 소패성을 공격하자 여포는 소관을 진등에게, 서주를 진규에게, 소패는 장료와 고순에게 맡긴다. 하지만 조조와 내통을 하던 진등과 미축은 여포가 없는 동안 꾀를 내어 소관성을 지키던 태산 도적들이 반란을 일으킨다는 거짓 보고를 한다.
여포는 바로 소관성을 공격해 태산의 도적들을 죽이고 소관성은 진등에게 함락된다. 여포는 진규가 지키던 서주성으로 가지만 미리 성을 점령한 미축이 여포에게 활을 쏜다.
소패를 지키던 장료와 고순까지 여포가 포위되었다는 진등의 거짓 보고를 받고 여포를 도우러 가고 이렇게 소패성까지 진등에 의하여 함락된다. 결국 여포는 진궁과 길을 뚫고 하비성으로 후퇴한다.

### 하비성 전투
조조는 하비성으로 후퇴한 여포를 쫓기 위해 하비성 앞에 진채를 세운다. 진궁이 여포에게 보병을 이끌고 주둔해 조조군이 허도로 가는 것을 막으려는 계책을 내놓으나, 여포의 아내 엄씨의 반대로 절호의 기회를 놓치고 만다. 진궁은 허사와 왕해의 의견에 입각하여 회남의 원술에게 도움을 청한다.
원술은 여포의 딸을 보낸다는 조건으로 학맹을 사신으로 보내지만, 학맹은 장비에게 잡혀 처형당하고 일은 발각된다. 여포는 직접 포위망을 뚫고 원술에게로 가려고 하지만 조조의 대공격으로 인하여 다시 성 안으로 들어간다.
한편, 하내 태수 장양은 옛날에 자신에게 의탁했던 여포를 구하기 위해 구원군을 이끌고 가던 중, 부장 양추에게 살해당한다. 이에 그의 부하 수고가 양추를 죽이고 남은 세력들을 모아 견성에서 저항하지만, 이에 조조는 사환, 조인, 우금, 서황 등을 보내 수고를 죽인다.
조조는 수공을 하자는 순유과 곽가의 의견을 받아들여 기수와 사수의 물길을 터서 돌려놓아 하비성을 물바다로 만든다. 한편 여포는 금주령을 내리지만 이를 어기고 술을 마신 부하 후성을 벌하였다. 불만을 품은 후성은 송헌, 위속과 음모를 꾸민다. 후성은 새벽에 적토마를 훔쳐 조조에게로 투항하고 하비성의 전투가 새벽부터 한낮까지 계속된다.
결국 송헌과 위속은 지친 여포가 자는 사이에 여포를 사로잡아 결박하였다. 그들은 이를 조조에게 알리고는 성문을 열어 조조군을 맞이했다. 곧 여포의 부하 진궁, 고순, 장료 등이 잡혀온다. 조조는 먼저 고순을 처형하고 진궁을 살려두려 하지만 진궁은 스스로 죽음을 택해 조조의 거듭괸 권유에도 불구하고 처형된다.
그리고 여포에게는 역시 사형이 내려져 그는 교수형으로 처형되었다. 이들 중 유일하게 장료가 죽음을 면하고 조조의 부하가 된다.